# 天主教奧斯馬-索里亞教區
天主教奧斯馬-索里亞教區（拉丁語：Dioecesis Oxomensis-Soriana）是羅馬天主教一個教區，位於西班牙索里亞省（座堂位於布爾戈德奧斯馬-休達德奧斯馬），屬布爾戈斯總教區。
教區最早見於597年的文獻，1101年恢復。1959年3月9日易名至今。2007年，在當地91,487人口中，有教友73,190人，佔轄區總人口80%、551個堂區、176名司鐸、1名執事、42名修士、235名修女。現任教區主教為傑拉爾多·梅爾加·維西奧薩。